# Donnel Foster Hewett
Donnel Foster Hewett  (* 24. Juni 1881 in Irwin, Pennsylvania; † 5. Februar 1971) war ein US-amerikanischer Geologe und Mineraloge.
Sein Vater war Bergwerksingenieur und Manager in der Kohleindustrie. Er wuchs in Washington und Atlanta auf und studierte Metallurgie an der Lehigh University, wo sein Interesse für Mineralogie und Wirtschaftsgeologie entstand. Als Student arbeitete er als Ingenieur für die Eisenbahn und als Mineralien-Analytiker. 1902 machte er seinen Abschluss und arbeitete ab 1903 in einem Testlabor für den Bergbau in Pittsburgh, deren Hauptaufgabe die Beurteilung von möglichen Erz- und Mineralienvorkommen für Investoren war. Dabei reiste er viel in den USA, aber auch in Kanada, Mexiko, Südamerika und Europa. Dabei erkannte er unter anderem die große Bedeutung des Vanadium-Vorkommens in Mina Ragra in Peru. 1909 heiratete er und studierte zwei Jahre an der Yale University für seine Promotion, die aber erst 1924 erfolgte. Er absolvierte aber 1911 die dazu nötige Prüfung und arbeitete danach für den US Geological Survey.
Zunächst kartierte er in der Big Horn Basin in Wyoming. Außerdem wurde er zum Experten für Manganerze und veröffentlichte darüber regelmäßig in den Jahresberichten des Survey über Mineralvorkommen. Ab 1921 war er in Goodsprings in Nevada ansässig und kartierte dort und im Ivanpah-Quadrangle (Nevada, Kalifornien). Er untersuchte Manganlager in Arizona und Nevada und unternahm Feldstudien in Alaska und in der Gegend des Boulder Damms. 1933 untersuchte er die Thermalquellen von Warm Springs in Georgia, an denen der Präsident Franklin D. Roosevelt ein besonderes Interesse hatte, da er an ihre Heilwirkung glaubte. Hewett fand allerdings, dass sie durch Regenwasser gespeist wurden. 1935 wurde er Leiter der Sektion Metall-Lagerstätten des Survey und entwickelte ein Programm zur Exploration strategisch wichtiger Mineralien und Erze, was im Zweiten Weltkrieg von großer Bedeutung wurde.  Diese Arbeit im Zweiten Weltkrieg wurde durch Gesundheitsprobleme unterbrochen, er musste sich 1945 einer Nierenoperation unterziehen. Er ließ sich in Pasadena nieder und beaufsichtigte und beriet von dort die Mineraliensuche des Geological Survey zum Beispiel in der Mojave-Wüste. 1949 war er an der Entdeckung einer weiteren großen Lagerstätte beteiligt nahe Mountain Pass in Kalifornien, diesmal für seltene Erden. Mit Vollendung des 70. Lebensjahres sollte er 1951 eigentlich in den Ruhestand, was aber durch einen Präsidentenerlass aufgehoben wurde. Er zog ins Hauptquartier des US Geological Survey in Menlo Park und widmete sich vor allem der Erforschung von Manganlagerstätten und deren Entstehung. Für Manganknollen auf dem Meeresboden sprach er sich für hypogene Entstehung aus.
1956 erhielt er die Penrose-Goldmedaille und 1964 die Penrose-Medaille. Er war im Rat der Geological Society of America und zweimal deren Vizepräsident und er war 1936 Präsident der Society of Economic Geologists. 1937 wurde er in die National Academy of Sciences gewählt und 1949 in die American Academy of Arts and Sciences. Er war Ehrendoktor der Lehigh University und erhielt 1951 die Distinguished Service Medal des Innenministeriums der USA.
Er erstbeschrieb Orientit. Die Vanadium-Minerale Hewettit und Metahewettit sind ihm zu Ehren benannt.